# Нововодяне (Покровський район)
Нововодя́не (Бушинівка, Буминівка)— село в Україні, Покровському (Добропільському) районі Донецької області, на річці Водяна.

## Населення

### Мова
Розподіл населення за рідною мовою за даними перепису 2001 року:

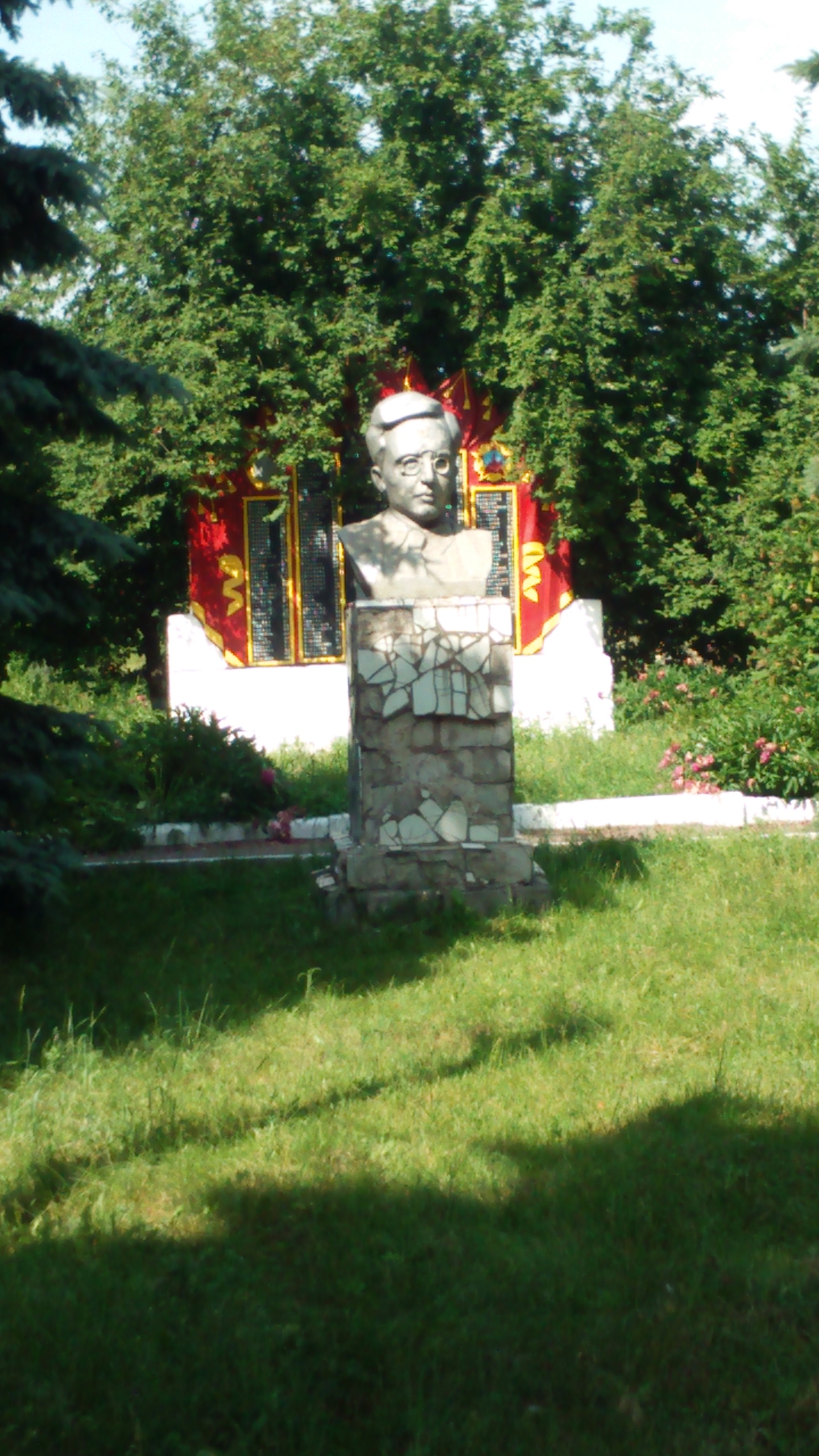
Пам'ятник Урицькому в селі.

| Мова       | Кількість | Відсоток |
| ---------- | --------- | -------- |
| українська | 401       | 89.31%   |
| російська  | 48        | 10.69%   |
| Усього     | 449       | 100%     |

## Історія

### Російська імперія
Село Нововодяне засноване в першій половині XIX сторіччя. Його заснував поміщик Бушинський, який жив у Харкові (неофіційна назва Нововодяного — Бушинівка). На хуторі Місюро-Артюхи, у центрі нинішнього села, жили заможні селяни, а на хуторі Лояновка — бідняки. Станом на 1854 рік, у  Нововодяному було 10 дворів, де проживали 96 чоловік. В 1908 році дворів було 28, а кількість мешканців — 214 осіб.

### Революція

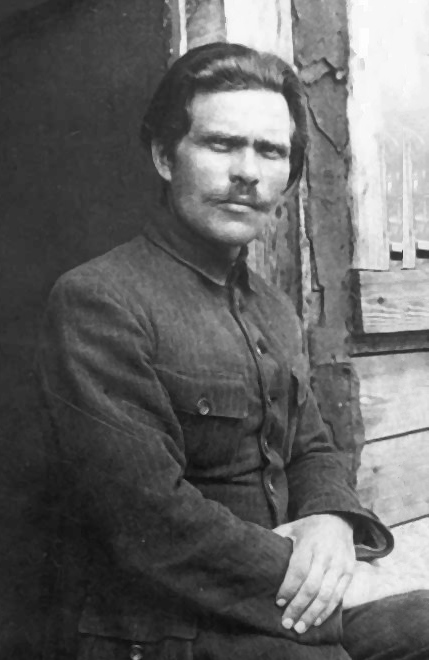
Нестор Махно

Радянська окупація в селі встановлена в березні 1918 року, Проте вже в квітні село зайняли австро-німецькі війська З січня 1919 року більшовики з союзниками-махновцями повертаються в село. Незабаром відкривається сільська школа. Однак, у травні 1919 року частини білогвардійської Добровольчої армії А.Денікіна займають село. Остаточно радянська влада в селі утвердилася в кінці грудня 1919 року. Майже два роки триває боротьба з формуваннями Махно, оголошеним поза законом, а також з поміщицькими і кулацькими угрупованнями.

### УРСР[2]
Перші ТОЗи в селі з'явилися наприкінці 20-х років ХХ сторіччя, колгоспи — в 1930 році. У Нововодяному діяли колгоспи «Місюро-Артюхи», «Комуніст». У середині 30-х років ХХ сторіччя у Ново-Водяному було 44 двори, у Місюро-Артюхах — 58 дворів. Дитсадок у Нововодяному відкрили в 1931 році. Після 1950 року всі колгоспи на території сільради були об'єднані в колгосп імені Уріцкого. У 1953 році село електрифіковане. В 1957-1960 роках через село пройшла залізнична колія, і з'явилась зупинка поїздів 52 км. У 1965 році була утворена Нововодянська сільська рада.
У 1990 році в селі були школа, клуб, бібліотека, кафе, магазин.

### Російсько-українська війна
Із 4 по 16 серпня 2025 року, в результаті спільних дій частин і підрозділів Національної гвардії України та Збройних Сил України, які входять до складу 1-го корпусу НГУ «Азов», у Донецькій області зачищено населені пункти: Грузьке, Рубіжне, Нововодяне, Петрівка, Веселе, Золотий Колодязь.

## Нововодянські шахти
За даними добропільських краєзнавців, наприкінці XIX сторіччя існували мілкокустарні копальні біля витоків річки Водяна, на південній околиці сучасного села Нововодяне. Власником копалень був місцевий поміщик А.І.Бушинський. Останній в 1901 році клопотав до Ради З'їзду гірничопромисловців півдня Росії про часткову зміну траси проектованої в загальному напрямку Рутченкове — Дубове, Рудниково-Лозівської залізниці — через район Нововодяного.

## Легендарна «Каяла»

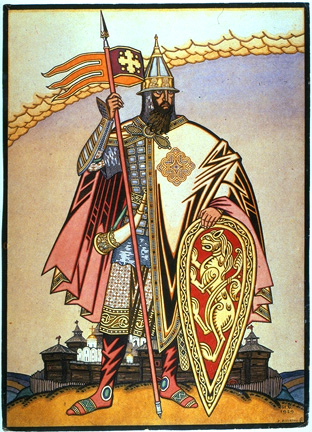

За даними істориків і археологів Б.О.Рибакова і С. А. Плетньової, річка Водяна, що протікає в районі платформи села, — легендарна Каяла, де відбулася відома битва князя Ігоря з половцями в 1185 році. Місце битви вчені локалізували північніше сучасного Нововодяного. У своїх дослідженнях Б.О.Рибаков і С.А.Плетньова спростовували класичну гіпотезу, у якій стверджувалося, що битва Ігоря з половцями відбулася в басейні річки Сіверський Донець. Б.О.Рибаков відкидає також зв'язок з битвою назв річок в басейні Дону, Сіверського Дінця, Азовського моря, співзвучних з Каялою. Так, академік звертає увагу, що Ярославна, оплакуючи полонення чоловіка, звертається не до Дону, а до Дніпра. Розглядаючи два «дніпровські» варіанти — «північний» («Орільський», автор В.Г.Федоров) і «південний» («Самарський», автор А.В.Лонгінов), Б.О.Рибаков зупинився на останньому. «Орільський» варіант був відкинутий через те, що в цьому випадку Ігор вийшов би з Чернігово-Сіверських земель, пройшовся б по краю Землі Половецької, і увійшов би в Переяславське князівство, не виходячи вглиб ворожої території.

## Нововодянська ЗОШ І—ІІІ ступенів[2]
Перша початкова школа у селі відкрита після Жовтневої революції в селянській хаті в 1919 році. Перший директор В.І.Таткало. На початку 30-х років ХХ сторіччя в селі збудована перша 4-річна школа. Перед радянсько-німецькою війною школа стала семирічною, а в 1962 році — восьмирічною. У роки другої світової війни школа була зруйнована, і в перші повоєнні роки діти навчалися в звичайному сільському будинку. У 1964 році збудована нова школа яка працює і на даний момент (2018 рік).

## Соціальна сфера
дитсадок «Ластівка»
3 ФАПи, Будинок культури, пошта.

## Відомі люди
- Афанасій Петрович Тихонов прожив 106 років. Першим в селі посадив кавун і виростив високий урожай. З того часу в селі вирощують кавуни.

## Жертви сталінських репресій
- Новиченко Андрій Нестерович, 1905 року народження, село Ново-Водяне Краматорського району Донецької області, українець, освіта початкова, безпартійний. Колишній член колгоспу імені Затонського Благодатівської сільради Краматорського району. Проживав у  селі Ново-Водяне     Краматорського району Донецької області. Заарештований 2 березня 1933 року. Особливою нарадою при колегії ДПУ УРСР 26 квітня 1933 року засланий у Північний край на 3 роки. Реабілітований у 1989 році.
- Тихонов Яків Васильович, даних про народження немає, село Ново-Водяне Краматорського району Донецької області, українець, освіта початкова, безпартійний. Робітник артілі імені Затонського. Проживав у селі Ново-Водяне Краматорського району Донецької області. Заарештований 2 березня 1933 року. Особливою нарадою при колегії ДПУ УРСР 26 квітня 1933 року, з-під варти звільнений, справу припинено. Реабілітований у 1933 році.

## Галерея

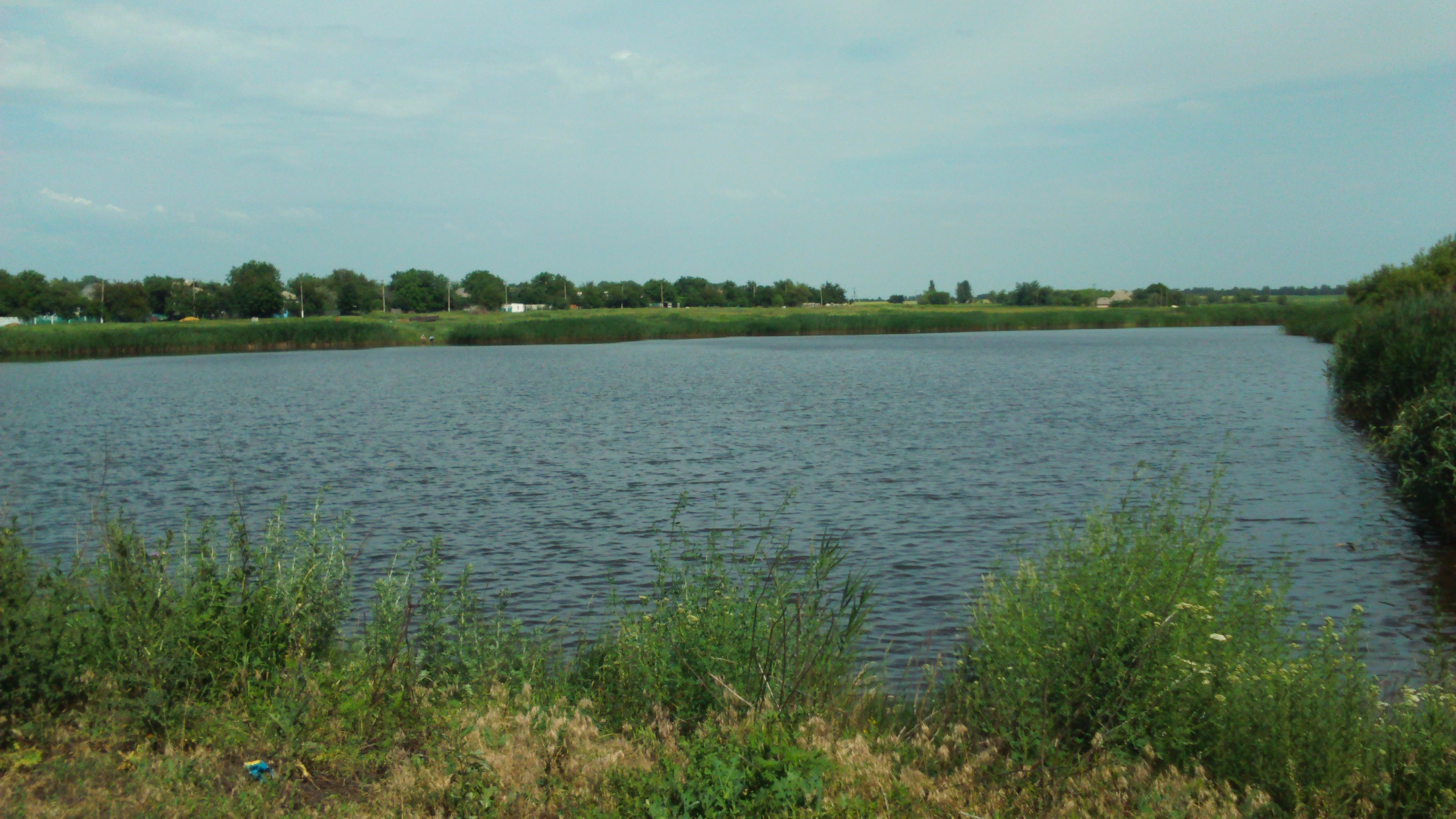
Ставок Нововодя́не.
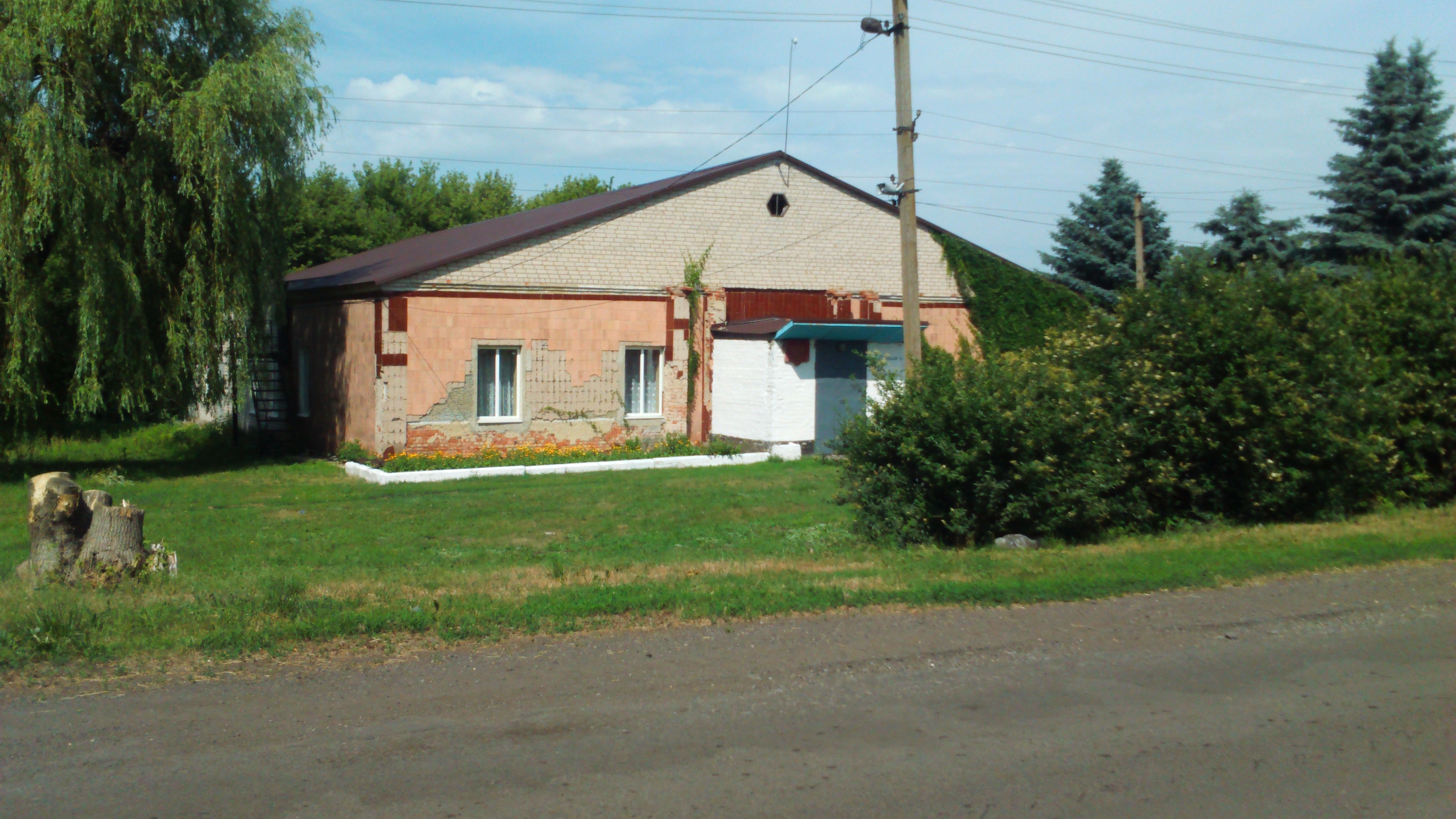
Будинок культури.
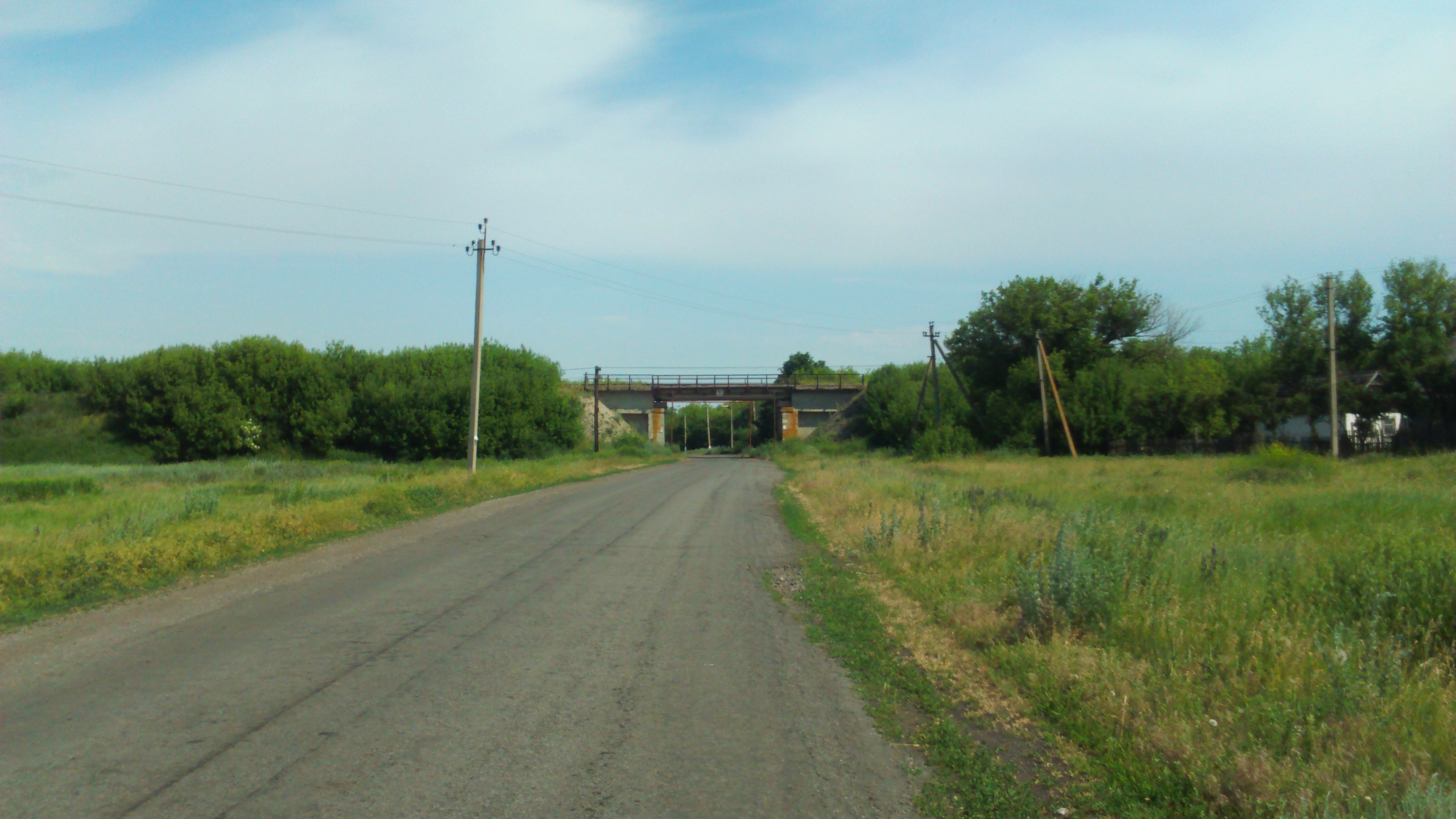
Центральна вулиця
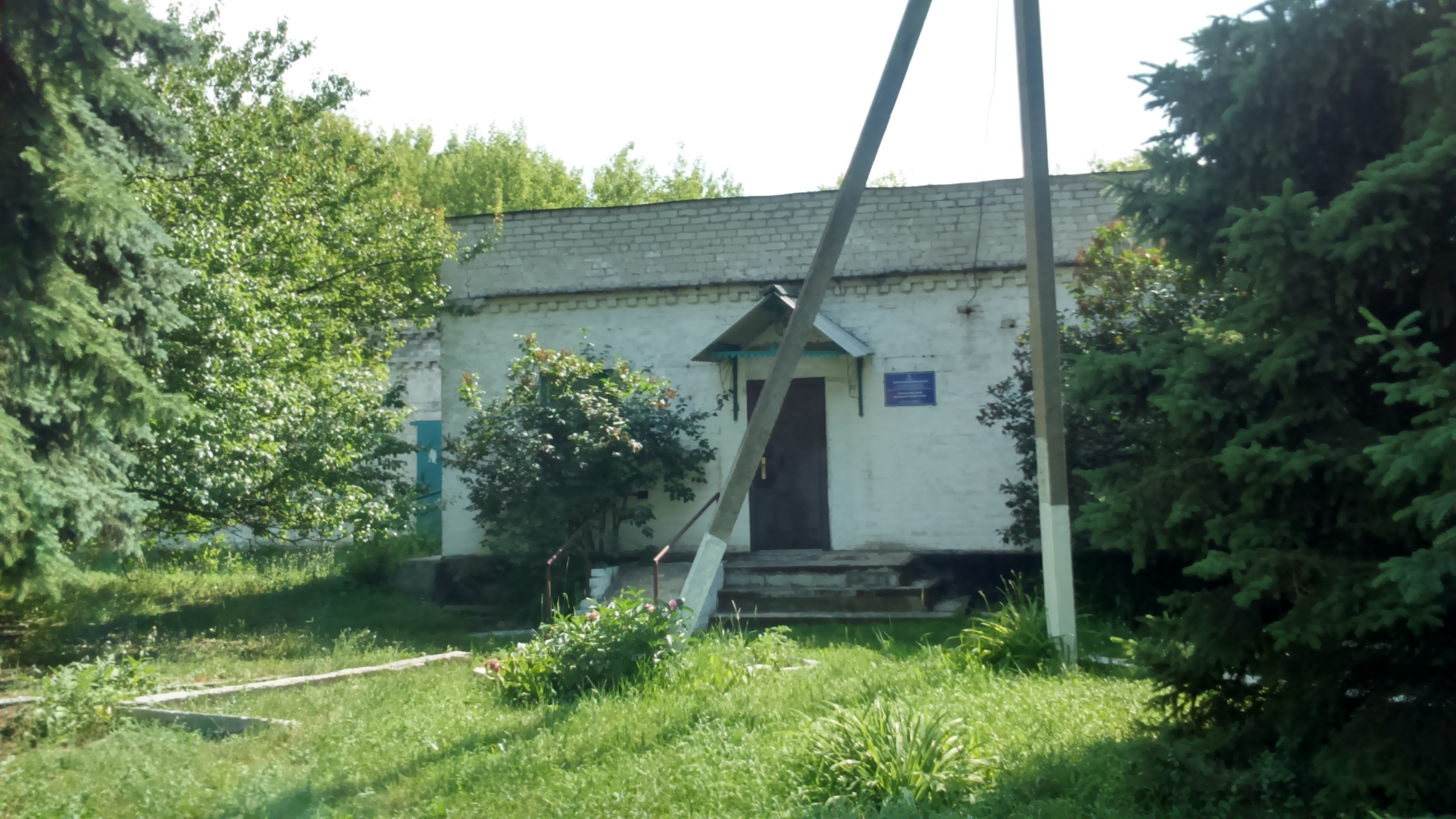
Медпункт.
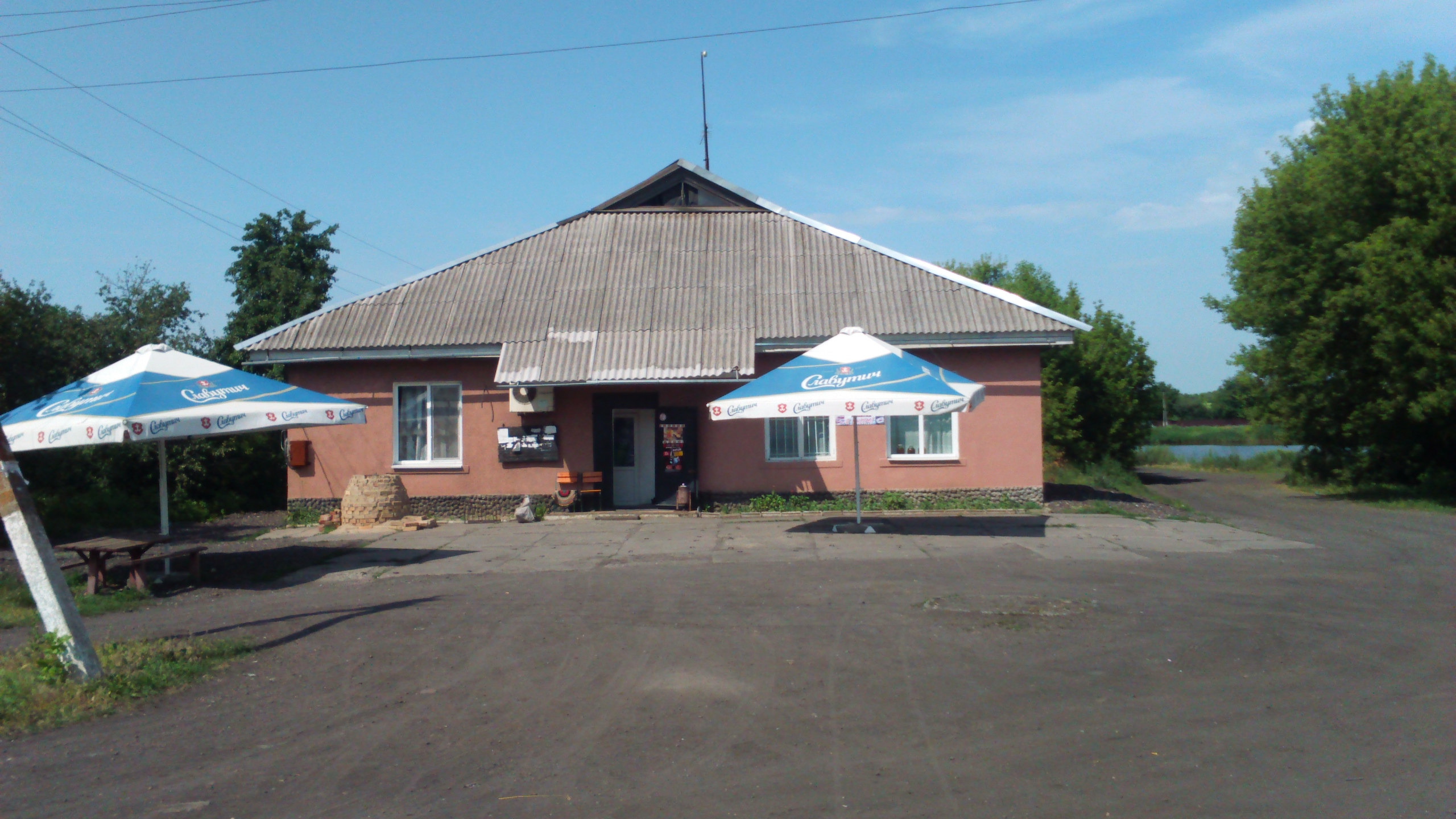
Магазин.
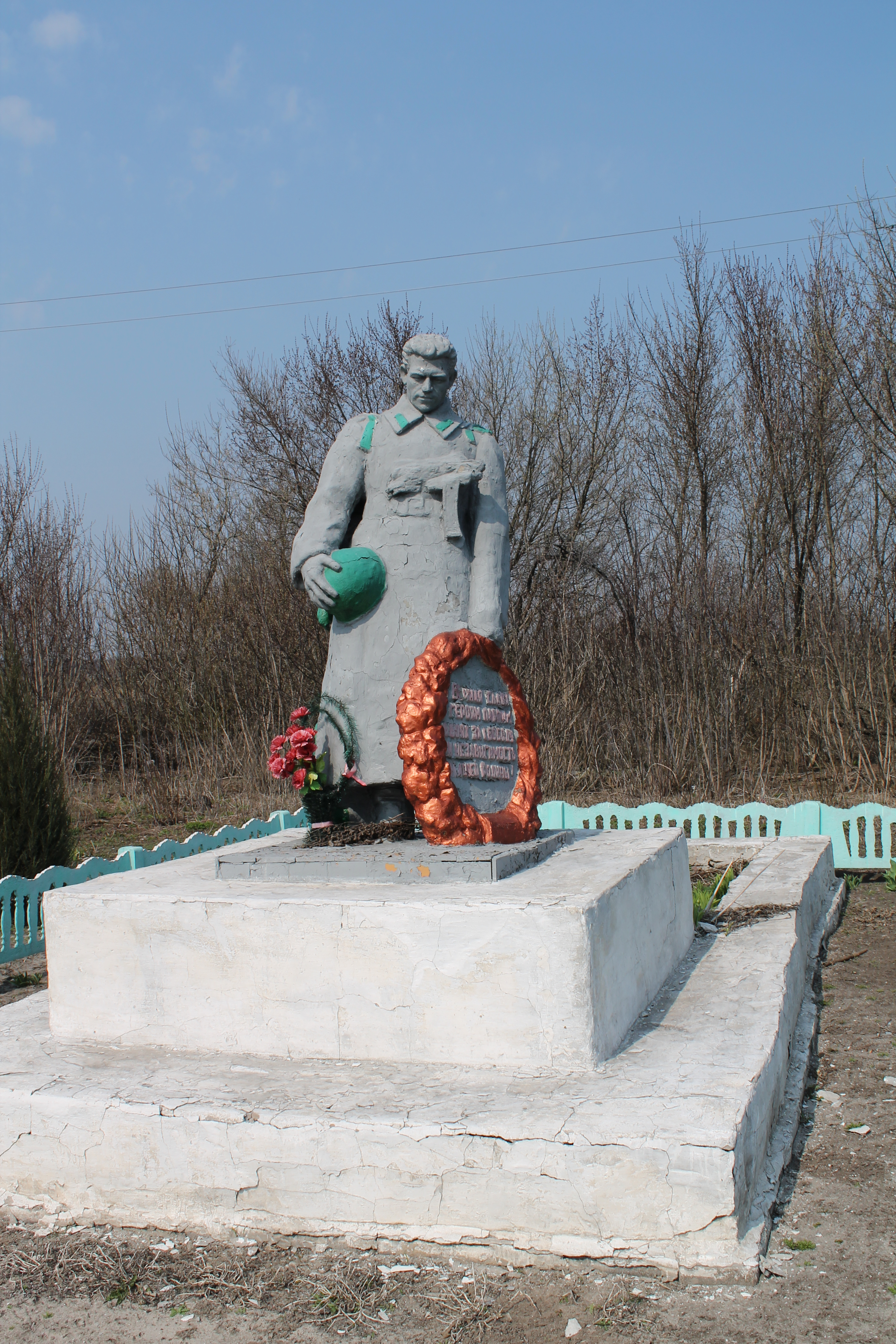